# Dražen Ladić
Dražen Ladić (Csáktornya, 1963. január 1. –) jugoszláv és horvát válogatott labdarúgó. 2006 és 2011 között a horvát U21-es válogatott szövetségi kapitánya volt.
Pályafutását szülővárosa csapatában a Varteksben kezdte. 1984-ben az Iskra Bugojno nevezetű csapathoz igazolt, ahol két szezont töltött. 1986-ban került a Dinamo Zagrebhez és egészen 2000-ig védte a Dinamo hálóját.
A jugoszláv válogatottban 1991-ben két mérkőzésen védett, de miután Horvátország elnyerte függetlenségét a továbbiakban a horvát nemzeti csapatban szerepelt.
Részt vett az 1996-os Európa-bajnokságon és tagja volt az 1998-as világbajnokságon bronzérmet szerző válogatottnak.

## Sikerei, díjai
GNK Dinamo Zagreb
- Horvát bajnokság (6): 1992–93, 1995–96, 1996–97, 1997–98, 1998–99, 1999–00
- Horvát kupa (3): 1993–94, 1995–96, 1996–97 1997–98

Horvát válogatott
- Világbajnoki bronzérem: 1998